# Juinia
Juinia is een geslacht van wantsen uit de familie van de Miridae (Blindwantsen). Het geslacht werd voor het eerst wetenschappelijk beschreven door  in .

## Soorten
Het genus is monotypisch en bevat alleen de volgende soort:

- Juinia castaneus Carvalho & Costa, 1992